# Necao I
Necao I, Necau I ou Neco I (em egípcio: Nekau; em grego clássico: Νεχώς Α ou Νεχώ Α, em acadiano: Nikuu ou Nikû, ? - 664 a.C., perto de Mênfis) era um governante da antiga cidade egípcia de Saís. Ele foi o primeiro rei local que passou a ser Faraó da XXVI dinastia egípcia, que reinou por 8 anos (672–664 a.C.) de acordo com a obra Egiptíaca de Manetão. Egito foi reunificado por seu filho Psamético I.